# Sławutowo
Sławutowo (kaszb. Sławùtowò lub też Wieldżé Sławùtowò, niem. Groß Schlatau) – wieś kaszubska w Polsce, położona w województwie pomorskim, w powiecie puckim, w gminie Puck, na wschodnim skraju Puszczy Darżlubskiej. Wieś jest siedzibą sołectwa Sławutowo, w którego skład wchodzi również Sławutówko.
| SIMC    | Nazwa     | Rodzaj    |
| ------- | --------- | --------- |
| 0170759 | Owczarnia | część wsi |

Wieś szlachecka położona była w II połowie XVI wieku w powiecie puckim województwa pomorskiego. W latach 1975–1998 miejscowość administracyjnie należała do województwa gdańskiego.
18 kwietnia 2015 w miejscowości (przy ul. Wejherowskiej) otworzono rekonstrukcję osady wczesnośredniowiecznej Słowian z przełomu IX i X wieku z 8 chatami, 3 bramami obronnymi i palisadą o długości 400 m, a także kamiennymi kręgami i kurhanami. Wewnątrz chat znajdują się na przedmioty i narzędzia codziennego użytku, stosowane w warsztatach bursztynnika, rymarza oraz piekarza. Są tu także stanowiska łucznicze i ścieżka edukacyjna. 